# Leonard Miller
Leonard Miller, född 26 november 2003 i Scarborough i Ontario, är en kanadensisk professionell basketspelare (SF) som spelar för Minnesota Timberwolves i National Basketball Association (NBA).
Han draftades av San Antonio Spurs i andra rundan i 2023 års draft som 33:e spelare totalt.
Han är bror till Emanuel Miller.